# Casino de Madrid
El Real Casino de Madrid es un club social, cultural y recreativo español ubicado en Madrid. Situado actualmente en la calle Alcalá número 15 de Madrid, nace como club social en el año 1836, al margen de la política y con ánimo de ser un lugar donde poder congregarse sus miembros con sosiego.

## Antecedentes históricos
El año 1836 es el inicio oficial de actividades debido a que se dota, por primera vez, de estatutos y reglamentos internos. Surge el Casino en un instante en el que aparece en Europa el espíritu de asociación marcado por la creación de nuevas sociedades que dejan atrás el modelo institucional del siglo XVIII fundamentado en las academias ilustradas, creadas para el esparcimiento de las clases altas. Tuvo en sus inicios el Casino diversas sedes, todos ellos ubicados a lo largo de diversos locales del centro de Madrid. La denominación de la sociedad sufrió también cambios, comenzó como Casino simplemente, para denominarse Casino del Príncipe (debido al primer local que ocupó en la calle del Príncipe), hasta que finalmente adopta el nombre de «Casino de Madrid». La decoración austera de los primeros locales de la Sociedad fue progresivamente substituida por otra cada vez más elegante y suntuosa. El nacimiento del Casino coincide con un periodo político de transición en el que surge el Estado liberal en España a partir del Antiguo Régimen. De esta forma el Casino, siendo un Ateneo Liberal, resulta ser un modelo a seguir en capitales de provincia en la España de finales del XIX.
No será hasta el año 1910 (en un largo proceso de edificación que duró cinco años) cuando dispondrá de la sede actual que se encuentra en la calle de Alcalá, justo cuando el casino alcanza el millar de socios. Esta sede del Casino es un edificio elegantemente decorado en su interior que ofrece diversos servicios sociales de lujo a sus socios casinistas. La sede del Casino se convirtió en un espacio de representación de la élite madrileña de la época, capaz de generar capital social entre los socios. El local de la calle de Alcalá, era en definitiva un punto de reunión de los socios casinistas. A finales del siglo XX sufrió un periodo de decadencia que se resolvió con un replanteamiento en la gestión de la Sociedad: conviviendo en la actualidad la actividad de los socios con actividades sociales privadas que gestiona una sociedad concesionaria denominada Gran Círculo. Esta sociedad se encarga de la explotación de algunos de los servicios del Casino. En 1993 el edificio y su contenido es declarado Bien de Interés Cultural. En la actualidad es un espacio que acoge diversos eventos sociales, como son celebraciones, congresos, visitas oficiales. Todos ellos conviviendo con la sociedad de casinistas actuales.

## Historia
La institución, ya centenaria, ha poseído diversas sedes itinerantes a lo largo de su historia. Comenzando en el Café Sólito en 1836 como una sociedad de recreo de poco más de medio centenar de socios. El constante crecimiento de aforo de socios hizo que fuese desplazándose de sede por la zona del Centro de Madrid (cercanas a la Puerta del Sol). Hasta que definitivamente se establece la sede oficial actual de Alcalá 15 diseñada por diversos arquitectos. El Casino, como centro de reunión del poder decimonónico, es un elemento importante dentro de la historia contemporánea de España. El Casino, el Veloz Club y la Gran Peña (1869-1917) son los tres puntos de reunión elegantes de la nobleza y alta burguesía madrileña de finales del siglo XIX. De lejos, en popularidad y número se encontraba La Farmacia del Fornos.
La visión historiográfica de los estudios del Casino, según recoge María Zozaya, es la siguiente. A principios del siglo XIX Prudencio Rovira recogió anécdotas de la historia del Casino. José Moreno Alonso se hizo eco de sus noticias. María Zozaya estudió la creación de este círculo en relación con su contexto histórico y la creación del resto de círculos europeos (2002), analizándolo desde el enfoque de la sociabilidad, que tan en boga estaba en la moderna historiografía. Desde el punto de vista artístico, María López estudió la decoración del salón principal, y Oscar da Rocha y Susana Torres se centraron en la arquitectura del último y actual edificio, desde el año 1903 al 2003. María Zozaya estudió a fondo los motivos por los que nació esta sociedad elitista, interpretándola como una forma de adaptación al liberalismo, gracias en gran parte al sistema de relaciones que se tejía en su interior, donde se trazaban intensas redes sociales entre los políticos y los banqueros. Analizó las relaciones entre sus miembros y sus familias, las relaciones con los empleados del Casino y su sistema de relación paternalista. Trató las formas de representación social, a través de la caridad y beneficencia establecida desde el Casino, la decoración, la inserción de avances técnicos, etc.

### Inicios: Café de Sólito

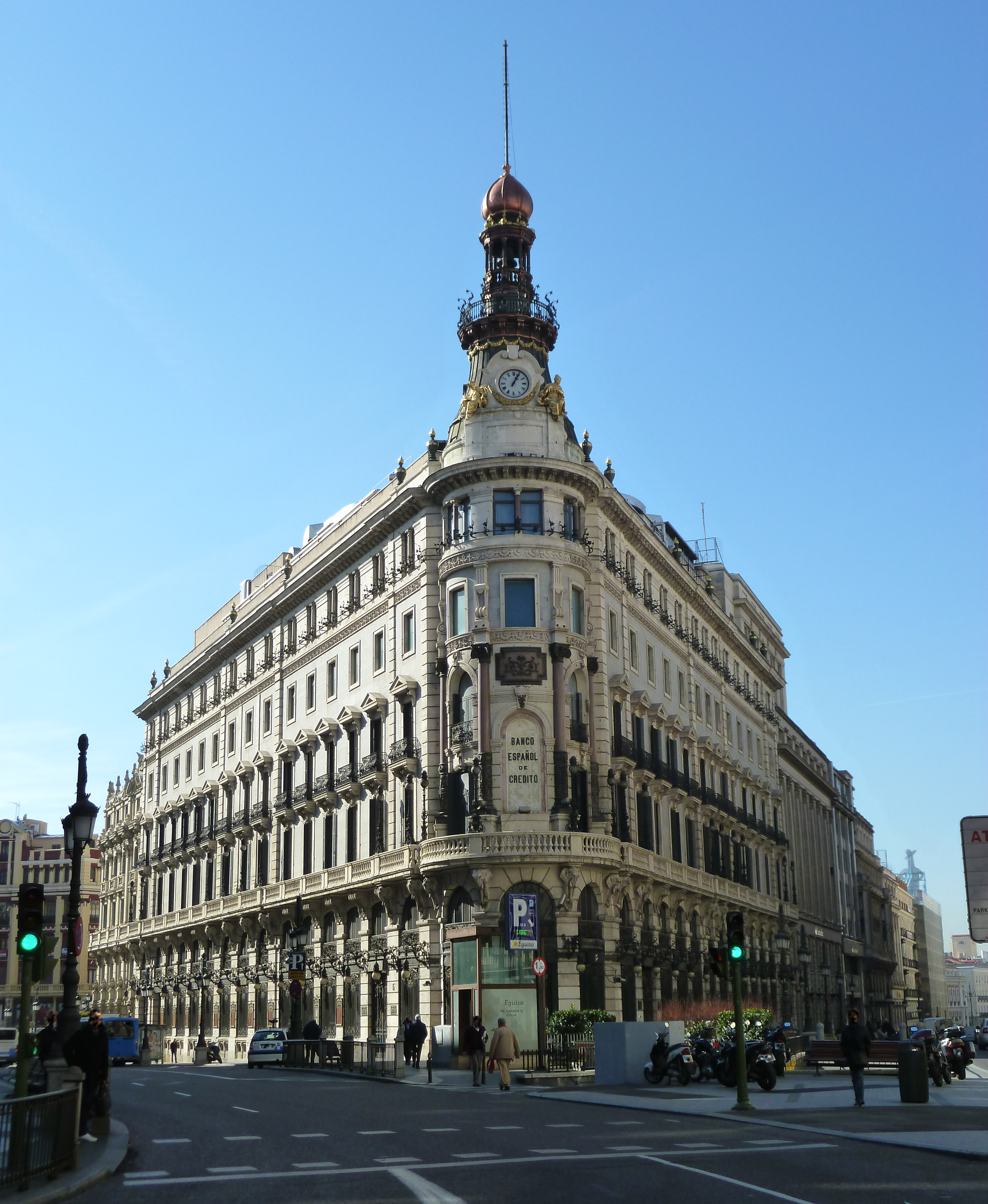
El Palacio de la Equitativa fue sede temporal del Casino en el periodo 1891-1910. Afianzando así su presencia en la, por aquel entonces, financiera calle de Alcalá. En 1902 se decidió su traslado a una nueva sede que se edificaría enfrente.

El contexto del nacimiento del Casino, y de los Casinos y círculos equivalentes en España y en Europa, fue estudiado por María Zozaya, que los interpretaba como una necesidad ante la inminente caída del Antiguo Régimen. El nacimiento de la institución se radica en un periodo de transición político entre las ideas del antiguo régimen (tras la muerte de Fernando VII) y el surgimiento del liberalismo constitucional en España. También, en sus inicios, se respiraba un ambiente de transformación urbanística de la ciudad, así como el surgimiento de nuevas ideas financieras y sociales. Es por esta razón que emerge la necesidad de espacio de sociabilidad y de comunicación entre los elementos de las nuevas clases poderosas: burguesía y los nobles. Existían en Madrid otras entidades societarias como el Ateneo y el Liceo pero su vinculación era más académica que económica y política. En esta época era habitual que la ciudadanía se reuniera en los cafés de tertulia. Algunos de ellos estaban sectorizados: tertulias literarias, de poetas, políticas, etc.
Inicialmente sus miembros eran tertulianos del café de Sólito, se reunían de forma informal en ese local ubicado junto a la esquina del Teatro Español (esquina de la calle de la Visitación con la calle del Príncipe en la actualidad de Fernández González). El edificio se encontraba cercano a la actual plaza de Santa Ana. La denominación del café se debe al nombre del propietario. Este café de Sólito es descrito por el periodista contemporáneo Larra en algunos de sus artículos de costumbres: La vida de Madrid. Este café convivía con otros cafés de tertulia madrileños, en muchos de ellos se hablaba encrispádamente de política: Parnasillo, el café del Príncipe, o la fonda de Genieys. El local era poco concurrido, de esta forma algunos humoristas de la época le llamaban «de Solito». Se buscaba desde sus inicios un ambiente tranquilo en el que se pudiera hablar relajadamente, jugar al tresillo, discutir amistosamente de temas actuales. Inicialmente el Casino era un espacio neutral y abierto a todas las ideas, poco a poco la incorporación de socios hizo que fueran apareciendo tendencias moderantistas pro-isabelinas (y enfrentado a Espartero). Por esta razón la primera planta del café fue alquilada por sus miembros, no constituyéndose legalmente la sociedad hasta el año 1837. Este primer salón era feo y destartalado, atendido por un servicio que se componía de dos mozos encargados, por regla general, de servir café, la subscripción de los periódicos: Español, el Mundo y el Eco del Comercio. En esta primera etapa del café sólito el Casino ya contaba con un medio centenar de socios.
La denominación "Casino" se asignó inicialmente a la tertulia con el objeto de evitar suspicacias políticas propias de la época, eligiendo la denominación en italiano: casa de campo, por tener el estilo adecuado y más de moda en la época. La palabra Casino no era común en el castellano de la época. En las primeras tertulias ya comienza a mezclarse la vieja nobleza, la nueva burguesía y los altos cargos militares de la época, conduciendo desde sus comienzos a una atmósfera de liberalismo político y jurídico. Los sucesos acaecidos en el entorno político durante su nacimiento hacen que el incipiente Casino se vea envuelto en las consecuencias del motín de sargentos de la Granja de San Ildefonso en 1836 (denominada popularmente como «La sargentada»). Siendo inicialmente el Casino una sociedad neutral, pronto comienza a mostrar inclinaciones políticas. El triunfo de los sublevados en La Granja, que trae de nuevo la constitución de 1812, es el primer suceso político tras su constitución. Los socios de esta etapa inicial del café eran claramente antiesparteristas y por lo tanto seguidores moderados isabelinos hasta la revolución de julio de 1854. Tras este periodo se produjo una apertura a otras posturas políticas, como analizó detenidamente María Zozaya (2009).

### El Casino de la Calle del Príncipe

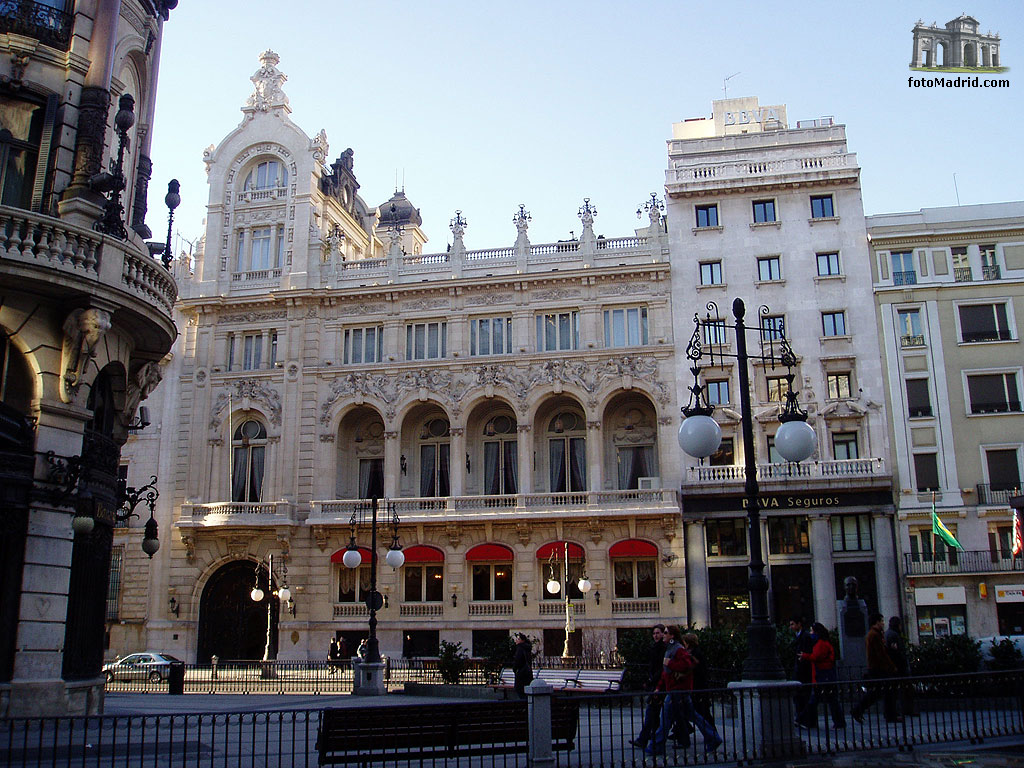
Fachada del Casino de Madrid en la calle de Alcalá, este tramo de apenas treinta metros de longitud muestra un bello trazado. La fachada es de estilo modernista

El constante incremento de socios hizo que surgiera la necesidad de trasladarse a un local propio ubicado en el número 12 de la cercana calle del Príncipe, es por esta razón por la que durante el periodo que va del 1840 al 1848 el Casino se denominó: «del príncipe», concretamente «Casino de la Calle del Príncipe». En este primer local se gana en espacio, pero el lujo permanece en sus niveles anteriores con el mismo mobiliario del café sólito. Es en esta época en la que aparece el primer icono distintivo de la sociedad que consiste en dos manos entrelazadas, alegoría de la fraternidad de sus socios. Los socios son cada vez más ilustres y aparecen en esta etapa entre sus listas el marqués de la Casa-Pontejos (corregidor de la Villa de Madrid), el banquero Nazario Carriquiri, Mariano Téllez-Girón (posiblemente uno de los primeros presidentes), Alcalá Galiano, Fernando Fernández de Córdova (Marqués de Mendigorría), Juan Donoso Cortés y otros personajes influyentes de la época. En esta nueva etapa de existencia en la calle Príncipe se produce una rebelión social en el Casino y que tuvo una adhesión mayoritaria de socios, dicha revuelta estuvo dirigida por José Salamanca que promueve la completa renovación del mobiliario existente en el local, solicitando que sea más lujoso. Los socios rebeldes se encargan de la renovación completa del mobiliario. En esta sede, ya completamente redecorada, se comienzan a realizar actos sociales relevantes. Algunos socios indican en sus memorias de este periodo, tal y como lo describe Serafín Estébanez Calderón apodado «el solitario», que describen como el Casino era objeto de ojeriza por los denominados patriotas (liberales exaltados). Esta sospecha hace que las autoridades de Gobierno durante el periodo Espartero investiguen indicios de conspiración contra el Regente. Por esta razón se producían frecuentes registros en el local de la calle del Príncipe durante este periodo. En estos años de estancia del Casino en el Palacio del Marqués, se replicó un intento de realizar un Nuevo Casino que rivalice con el existente en la calle del príncipe, este Nuevo Casino se encontraba en las dependencias de la Casa Cordero, ubicada en la Puerta del Sol madrileña. El intento al cabo de los años no llegó a prosperar.
La lista de socios casinistas de este periodo aparece ya nutrida de senadores, diputados y personal de los ministerios de la época. El Casino del Príncipe era por entonces una forma de conectarse a la red social y de poder del Madrid decimonónico. Las reuniones realizadas en el denominado Gabinete chico del local de la calle del Príncipe, tenían en muchos casos tintes de apoyo a las tesis defendidas por general Leopoldo O'Donnell. En sus filas se hablaba y se planificaba un levantamiento militar moderado que pudiera acabar con la Regencia de Espartero. Tras el periodo de revueltas contra la regencia, que acabó 1841 con el juicio y posterior fusilamiento del general Diego de León, un socio del Casino. La sentencia tuvo gran repercusión en la sociedad de la época. A pesar de todo en 1843 triunfaba el levantamiento de Juan Prim, finalizando el periodo de Espartero. No es casual que antes de este alzamiento, en febrero de 1842 Prim fuera presentado en la sociedad del Casino, apadrinado como socio por Pérez Vento. Este periodo final del Casino del Príncipe se ve inmerso en el periodo liberal moderado del reinado de Isabel II (1843-1868). El Casino aglutinaría a la clase política moderada de este periodo, siendo muchos de los dirigentes políticos de la denominada década moderada (1843 a 1853) casinistas. No obstante el número de socios va en aumento, el Casino vive un periodo álgido en esta nueva sede del Palacio del Marqués de Santiago, algunos de los nuevos socios pertenecen a la vieja aristocracia, otros de la nueva clase de la alta burguesía, políticos, financieros. Se comienza a pensar de nuevo en un cambio de sede.

### La sede del Marqués de Santiago

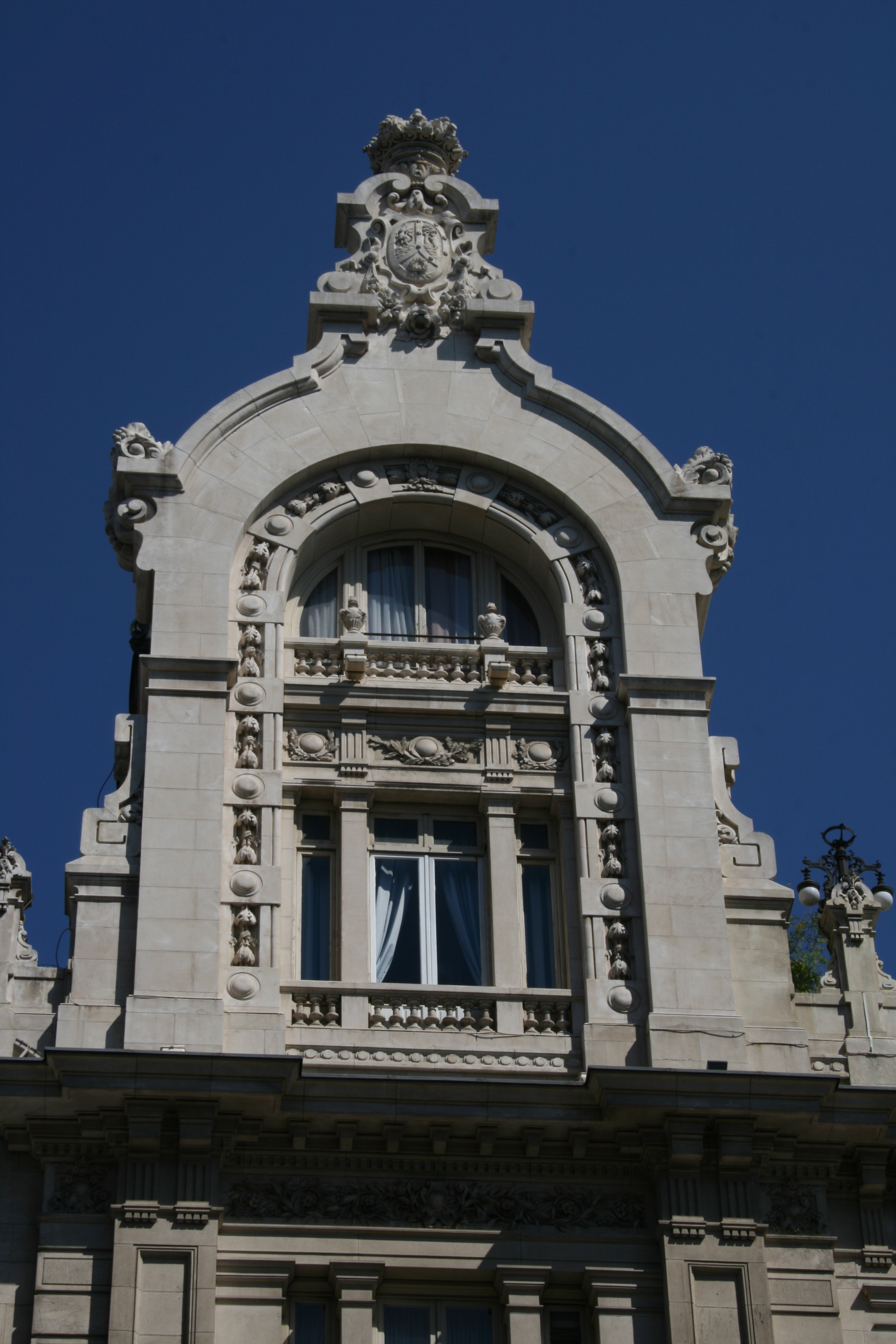
Torre del Casino

Se traslada la sede, por tercera vez, al palacio del Marqués de Santiago ubicado en la carrera de San Jerónimo n.º 29. En las cercanías del afamado y recién instaurado restaurante Lhardy. Se encontraba esta nueva sede cercana al popular Café de la Iberia. El edificio señorial del marqués de Santiago había sido el centro de la diversión madrileña aristocrática del siglo pasado. Ya en plena decadencia fue alquilado el edificio por completo al Casino. Sus dependencias eran lujosas y destacaba un amplio Salón lujosamente decorado. El Palacio tenía su puerta principal de estilo barroco que daba su salida a la carrera de San Jerónimo, y otras dos menos notables que daban al callejón de los Bodegones (actual calle de Sevilla) y de los Gitanos (denominada después del Arlabán). A pesar del traslado continúa denominándose del Príncipe. Las primeras sesiones del Casino en el Palacio datan del otoño de 1848. En esta nueva sede se concentra en el Casino la creencia popular de que simbólicamente se ejerce el poder político. Es por esta razón por la que el Casino será objeto a veces de futuras quejas populares y revueltas espontáneas. A pesar de ello el Casino mantiene sus fiestas públicas, y celebra los Carnavales, las noches de baile, conciertos, etc. Este periodo que va desde 1844 a 1854, denominada la década moderada, la agitación política cede y se conocen años de calma. Es durante este periodo en el que el Casino fortalece su posición social en la vida de Madrid.
Una de las revueltas en la que se ve involucrado el Casino (al igual que otros edificios de la ciudad) acontece el 28 de junio de 1854, y es la denominada «Vicalvarada» (Revolución de 1854) en la que se produjo una sublevación civil y militar que llegó a afectar al Palacio del Marqués, siendo atacado por diversos grupos de exaltados durante sus momentos más álgidos. Una compañía de socios civiles parapetada en las puertas del Palacio rechazó los ataques iniciales. Se produjeron barricadas y asaltos similares a diversos centros de poder de la capital. Uno de los inductores en Madrid de la revuelta fue general Dulce (casinista desde abril de 1854). La Vicalvarada, fue seguida con actos similares en diversas capitales. Finalmente la revuelta fue frenada violentamente por el Gobierno, mediante una fuerte represión comandada por el denominado popularmente "Gabinete Metralla". Tras estos incidentes de la revolución de julio, el Casino obra incluyendo en sus filas personajes con una gama mayor de creencias políticas. O'Donnell se despide de la reina para ir a la campaña de África, allí sale vencedor en 1860 de la batalla de los Castillejos (ubicada en Castillejos a unos cinco kilómetros al sur de Ceuta). Las noticias son recibidas con gran alegría en Madrid y de ello toma buena nota el Casino. Las tertulias casinistas de este periodo se centran en los apoyos a Carlos VI que finaliza con la revuelta de San Pedro de la Rápita. En 1865 el Casino redacta y aprueba (11 de diciembre) unos nuevos estatutos. En dichos estatutos se reglamenta el Órgano Directivo, sus competencias y servicios: Gabinete de Lectura, Salones de Conversación, Biblioteca. Reglamentando el servicio de los conserjes, mozos y cocineros. Los horarios de apertura y cierre.
La Revolución Gloriosa finalizó con el reinado de periodo isabelino. En esta revolución participó activamente general Prim, socio casinista activo y héroe de la Batalla de los Castillejos. Cabe la posibilidad de que en las salas de billar del Casino se tejiera la trama de la siguiente revolución. En 1869 algunos jóvenes de la alta aristocracia madrileña deciden fundar un club masculino de ocio a
su exacta medida: el Velo Club y se ubican en la calle de Alcalá, justo donde se encuentra la actual sede del Casino. En 1878 se traslada la denominación oficial del Casino «del Príncipe» a la actual «de Madrid». Es en este periodo posterior cuando surge la tertulia del Coro de ángeles, se reunirá al finalizar las sesiones vespertinas de los teatros. Esta tertulia se hizo muy popular en el Madrid de la calle. Prim es asesinado en 1870 en la calle del Turco (en la actualidad del Marqués de Cubas y ubicada a escasos 400 m del Casino). En junio de 1873 se instaura en España la Primera República tras la renuncia al trono de Amadeo I. Estos años son delicados para el Casino, que reunió parte de las iras de los seguidores de la República. Es en esta época cuando el político José de Echegaray se refugia en el Casino, de las iras de un grupo de exaltados que querían fusilarlo al salir del Parlamento. Con la entrada de las tropas del general Pavía en el Congreso de los Diputados el 3 de enero de 1874, se da por finalizada la Primera República.

### Etapa del Café Suizo
Tras su estancia del Casino en el Palacio del Marqués de Santiago, se trasladó por cuarta vez la Sociedad al Café Suizo (situado en frente del popular Café de Fornos) debido a la amplitud y elegancia de sus salas, y a la cercanía con su anterior sede. El Casino deja atrás un periodo convulso de su historia al abandonar la sede del Palacio del Marqués de Santiago. Corren tiempos de ensanches de calles y modificación del trazado viario de Madrid, y con el objeto de acomodar la ciudad a los nuevos medios de transporte que se avencinan, se expropian y se ensanchan calles del centro de la ciudad. Anteriormente en octubre de 1853 se proponía una reforma de la Puerta del Sol, el primer proyecto de una larga serie que vendrá después. El Palacio ubicado en una zona de remodelación es apuntado por el Ayuntamiento como local para derribo. Tras un intento infructuoso de los socios para comprar el edificio se decide en Junta trasladarse al lujoso café de la calle de Alcalá, El Suizo. En el año 1880, tras muchos intentos por evitarlo, la Sociedad se vio obligada a abandonar el palacio debido a las obras que el Ayuntamiento tenía planificadas para el ensanche de la vecina calle Sevilla (denominada por entonces callejón de los Bodegones). Este nuevo periodo a finales del siglo XIX se caracteriza por la calma política y social. El escritor Benito Pérez Galdós denominó a ese periodo de la nueva restauración borbónica de Alfonso XII «los años bobos».
En el Café Suizo se celebraron sesiones casinistas durante una década que va desde el año 1880 al 1891. En 1891 se decide de nuevo el traslado por cuarta vez la sociedad al vecino La Equitativa (esquina de las calles de Sevilla con Alcalá y obra de obra de José Grases Riera), alquilando una de sus dependencias. Cabe destacar de esta etapa en La Equitativa algunas de las estancias del Casino como fueron La Rotonda y la nutrida Biblioteca. El Casino posee a comienzos del milenio más de un millar de socios. La rivalidad existente entre el Velo-Club (a los socios se los denominaba «gomosos») y el Casino, ambos separados a escasos metros de las aceras de la calle de Alcalá se hace patente. El Club era el espacio de reunión de los «señoritos», mientras que el Casino era el de los «señorones». El Velo-Club cerró sus actividades en 1910. En 1898 se hunde el buque de guerra estadounidense Maine en La Habana y esto dispara la propaganda de Estados Unidos que desencadena en la guerra Hispano-Estadounidense. Este año multitud de madrileños se congrega en la calle de Alcalá y demuestra sus quejas frente al edificio de La Equitativa, símbolo de Estados Unidos en aquella época. Es en esta época cuando el Casino se dedica a hacer Obra Social haciendo donaciones, sobre todo a las viudas y huérfanos del desastre de Cuba. En la coronación de Alfonso XIII cuando pasa por el edificio La Equitativa los socios le saludan amistosamente, sin efusividades, no exponiendo su posición favorable al nuevo monarca. En esta época el Casino no alcanzaba el millar de socios, en sus listas figuraban empresarios.

### Etapa de Alcalá: Sede Oficial

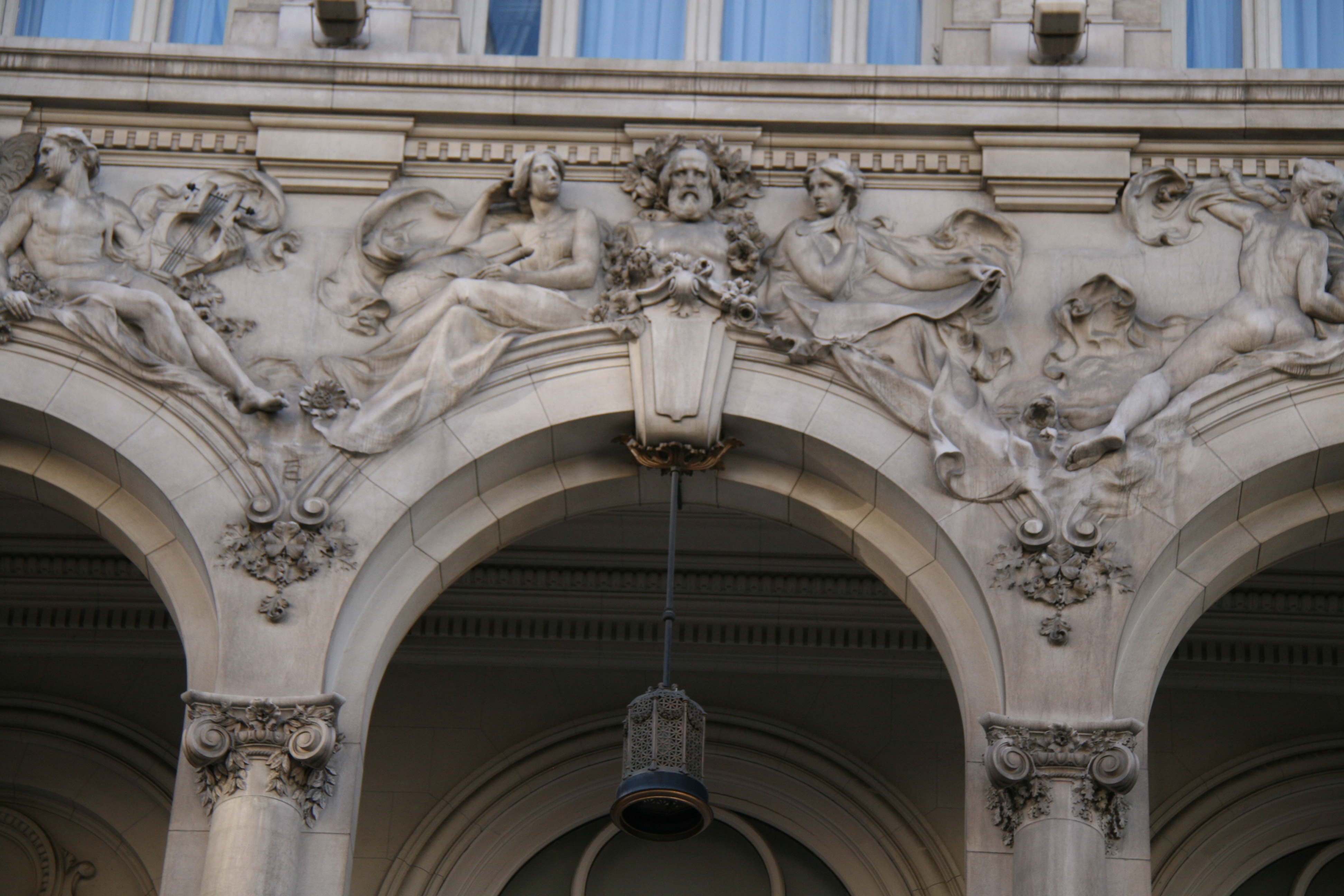
Detalle de la fachada obra del escultor romántico Ángel García Díaz

En una sesión realizada en el Salón de La Equitativa se decide en junio de 1902 un quinto traslado de la sociedad a un edificio propio. Siendo el presidente Agustín Díaz-Agero (Conde de Malladas) impulsa el proyecto mediante la compra de locales al Veloz-Club en la calle Alcalá, n.º 13 y 15, así como de los números 20 y 22 de Aduana. Se realiza una convocatoria de concurso internacional para la presentación de proyectos arquitectónicos en 1903. El estilo preponderante desde el punto de vista arquitectónico se acercaba al ecleticismo tardío compuesto de retazos medievales con mezclas de estilo arquitectónico francés (neobarroco francés). La Exposición Universal de París (1900) marca los gustos arquitectónicos de la época. El pliego del concursos dicta a los arquitectos diversas normas a seguir relativa a la necesidad de espacios para los socios, número de salones, disposición de las salas de juego y demás dependencias. El coste de la obra se fija en dos millones de pesetas. El jurado que analizaría las propuestas correspondería a un conjunto de expertos procedentes de la vecina Academia de Bellas Artes de San Fernando (sección de arquitectura) y entre los que se cuentan, entre otros: José Echegaray, Agustín Querol y Antonio Cánovas y Vallejo.
De todos los veintisiete proyectos presentados al concurso, el perteneciente al arquitecto francés Guillaume Tronchet es el que más gusta al jurado. Su proyecto es presentado al jurado en un conjunto de bellas acuarelas. No obstante se rechaza debido a las quejas airadas de los socios sobre la imagen de España que había representado Tronchet en los pabellones de la reciente Exposición de París (titulado la Belle Meuniére). El concurso queda oficialmente desierto y el jurado decide comprar los proyectos de Antonio Palacios (se presentaba antes del concurso del Palacio de Comunicaciones), Urioste (introductor del estilo neoplateresco), Manuel Martínez, la familia parisina de arquitectos Le Farge (realizadores de la revista le Recueil d'Architecture), Tomás Gómez-Acebo y del mismo Tronchet. Otros proyectos de arquitectos ilustres en aquella época, no fueron elegidos: Luis Saínz de los Terreros (director de la revista La Construcción Moderna), Jesús Carrasco, Joaquín Pla Laporta, entre otros. Con ello Le Farge (L. Farge y P. Farge, padre e hijo) se encarga de fusionar los proyectos, eligiendo lo mejor de cada uno de los estilos. El proyecto final es firmado burocráticamente por el arquitecto Luis Esteve (al igual que hizo anteriormente con el Edificio Metrópolis), y presentado oficialmente en el año 1905. La fusión de proyectos recoge fundamentalmente las contribuciones de Farge y de Acebo. El edificio finalmente recoge un estilo típico del eclecticismo madrileño de principios del siglo XX. La realización de la nueva sede supone a los socios un desembolso importante, y se acuerda hacer un emprésito de tres millones de pesetas en obligaciones hipotecarias. Este modelo de financiación es un éxito y se logra una cantidad superior que permite iniciar las obras del nuevo edificio sin problemas.

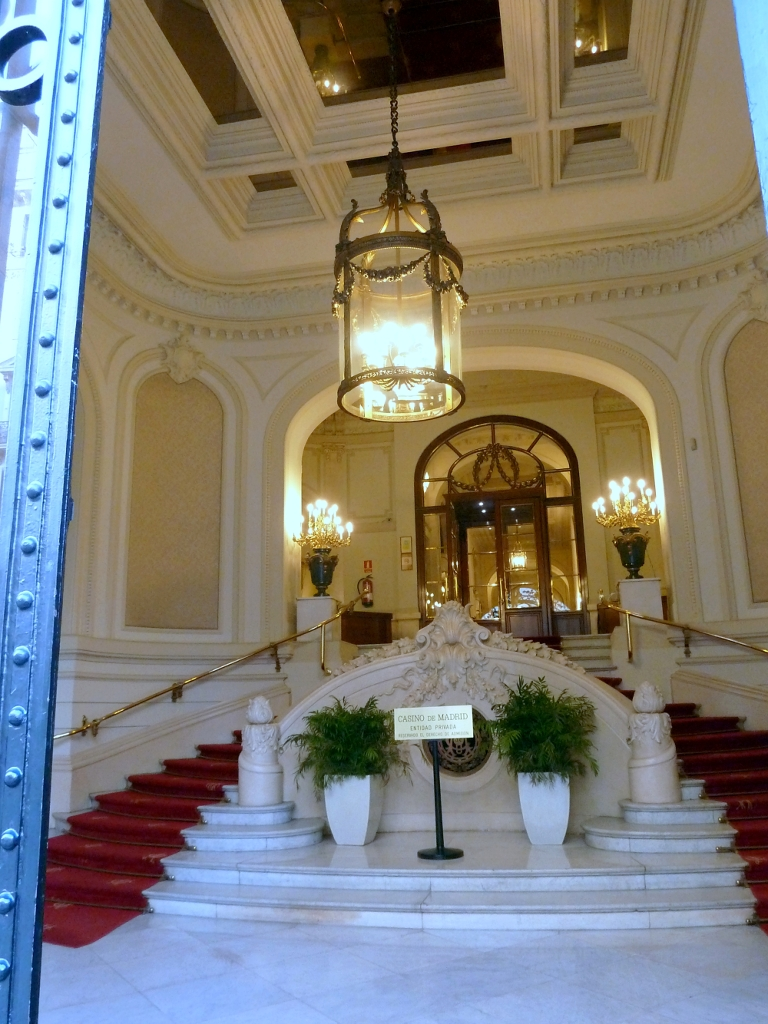
Entrada y "Escalera de Honor"

La construcción del Casino contó con la dirección del arquitecto y socio casinista José López Sallaberry. Durante su edificación continuó siendo presidente de la sociedad el conde Malladas. Durante esta etapa los socios muestran impaciencia por la finalización de las obras y se producen diversas juntas agitadas solicitando la aceleración de las obras. Ya a comienzos de 1910 se comienzan los derribos para la construcción de la que será la vecina Gran Vía. Se concluyeron las obras del edificio 29 de septiembre de 1910. Los meses posteriores a la inauguración se continúan obras de mejora y acabado. Esta nueva etapa hace que el Casino tenga otros nuevos servicios como servicio de coches y restaurante. Los socios podían llevar consigo a tres invitados. Se comienzan a servir en los salones nuevas bebidas traídas del extranjero como el whisky y los cocktails (que ya se comenzaban a servir en otros lugares de la capital). El rey Alfonso XIII visita las instalaciones del nuevo edificio un día en el que se celebra un torneo de ajedrez, en la visita el monarca juega una partida con el campeón español Golmayo. El número de socios, tras la construcción del nuevo edificio ha ido creciendo hasta alcanzar el número de dos mil.
Con la llegada de la Segunda República el Casino vivió una fuerte crisis en la que llegó a sufrir la incautación de sus bienes y el cierre por el partido de Izquierda Republicana. La acera a la que pertenece el Casino, debido a la afluencia de revolucionarios, es denominada la "acera roja". Durante el periodo de inicio de la Guerra Civil, las tertulias del Casino son disueltas, y esa situación hace suspender las celebraciones del centenario del Casino. Alguno de los socios van cayendo en las checas. El edificio durante la Guerra Civil es incautado para ser reconvertido en un Hospital de Sangre (al igual que lo fueron el palacio de March, el Palace y el Ritz) y atiende heridos del frente madrileño, y en marzo de 1937 pasó a ser la sede de la Caja de Reparaciones. En el periodo que fue empleado como Hospital de Sangre, se encontró trabajando el botánico José Cuatrecasas Arumí (farmacéutico jefe). Tras el periodo de guerra el Casino va retomando poco a poco sus actividades con conferencias, a pesar de ello no logró recobrar el esplendor de épocas pasadas. En 1940 el edificio es completamente restaurado de las heridas de guerra y se incorpora en uno de los pasillos una lápida conmemorativa de los 150 socios muertos durante la contienda. En 1993 el edificio y su contenido es declarado Bien de Interés Cultural. La sociedad española está cambiando y se produce una transición a la democracia que cambia por completo las ideas de la sociedad. El Casino, junto con otras instituciones similares como puede ser el Círculo de Bellas Artes sufre problemas económicos. A las puertas del siglo XXI se admite, por primera vez, en 1987 la posibilidad de incorporar mujeres como socias casinistas.

### Etapa delsigloXXI

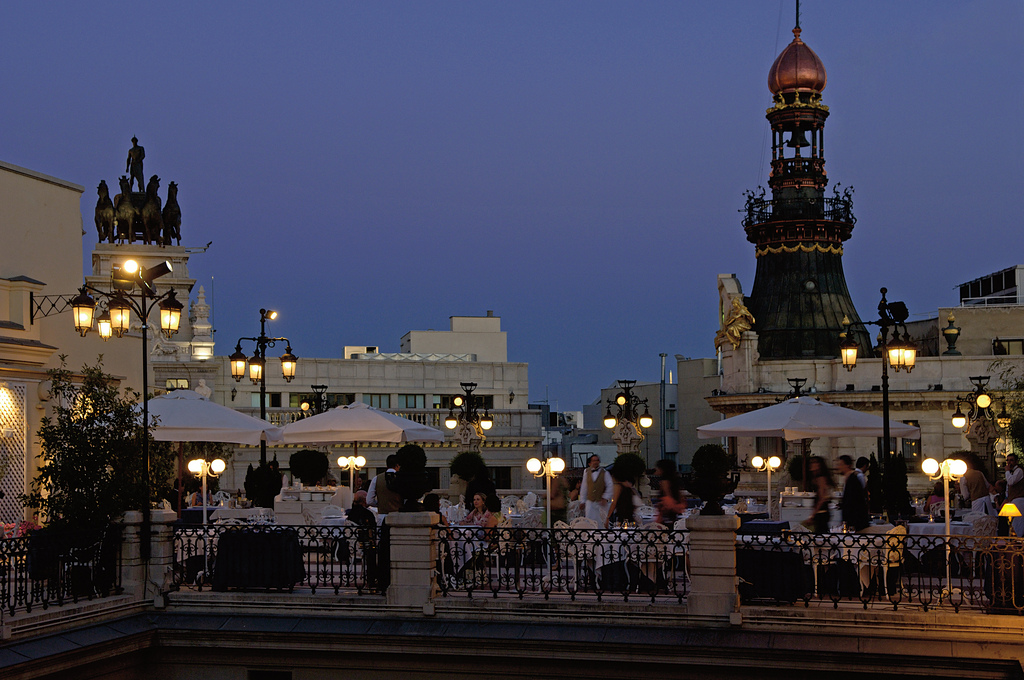
Terraza del restaurante

El abandono de algunas dependencias del local y la disminución de socios hace que el edificio quede en un uso inferior al diseñado. Poco a poco los servicios culturales y sociales del Casino se mantienen al mínimo. Tras un periodo de decadencia entre 1975 y 1986, se recupera con nuevas fórmulas de gestión y asociación con otros clubes sociales extranjeros. Es empleado, por sus ambientes elegantes, en algunos rodajes de películas como Elsa y Fred y algunos anuncios de televisión. Se concede el alquiler de parte de las dependencias a una empresa concesionaria de servicios denominada Gran Círculo de Madrid S.A., dirigida por su presidente Don Javier Benedi García, que se encarga de explotar sus espacios y ofrecerlos a ciclos de conferencias, cenas de gala, presentación de productos, celebraciones de diversa índole privada o empresarial. Dicha colaboración se establece mediante una aprobación de la junta general de socios convocada al efecto y celebrada el 29 de diciembre de 1986. El casino publica desde comienzos del siglo una revista de tirada trimestral que resume las actividades de los socios. La sociedad Gan Círculo de Madrid S.A. financia en su totalidad y se encarga de las obras de restauración, valoradas en vartios miles de millones de pesetas y reacomodo del edificio, se encarga de esta nueva remodelación el arquitecto Francisco Fernández Longoria. Durante el periodo de restauración el presidente de Gran Círculo de Madrid S.A., negocia la participación de Caja Madrid a través de una subsidiaria en el capital de la empresa Gran Círculo de Madrid S.A. 
Entre los servicios actuales, posee un restaurante en su interior y que fue inaugurado en 1998, denominado La Terraza del Casino (poseedor de una Estrella Michelín). La Terraza posee una cocina que cuenta con una gastronomía de renombre internacional, ofrecida por Ferran Adrià (ejerce de asesor gastronómico), siendo su jefe de cocina en esta nueva etapa Paco Roncero. En los banquetes y congresos asiste con su servicio El Bulli cáterin. Este nuevo periodo se caracteriza por una armonía entre los socios casinistas y los servicios que presta la empresa concesionaria.

## Características del edificio

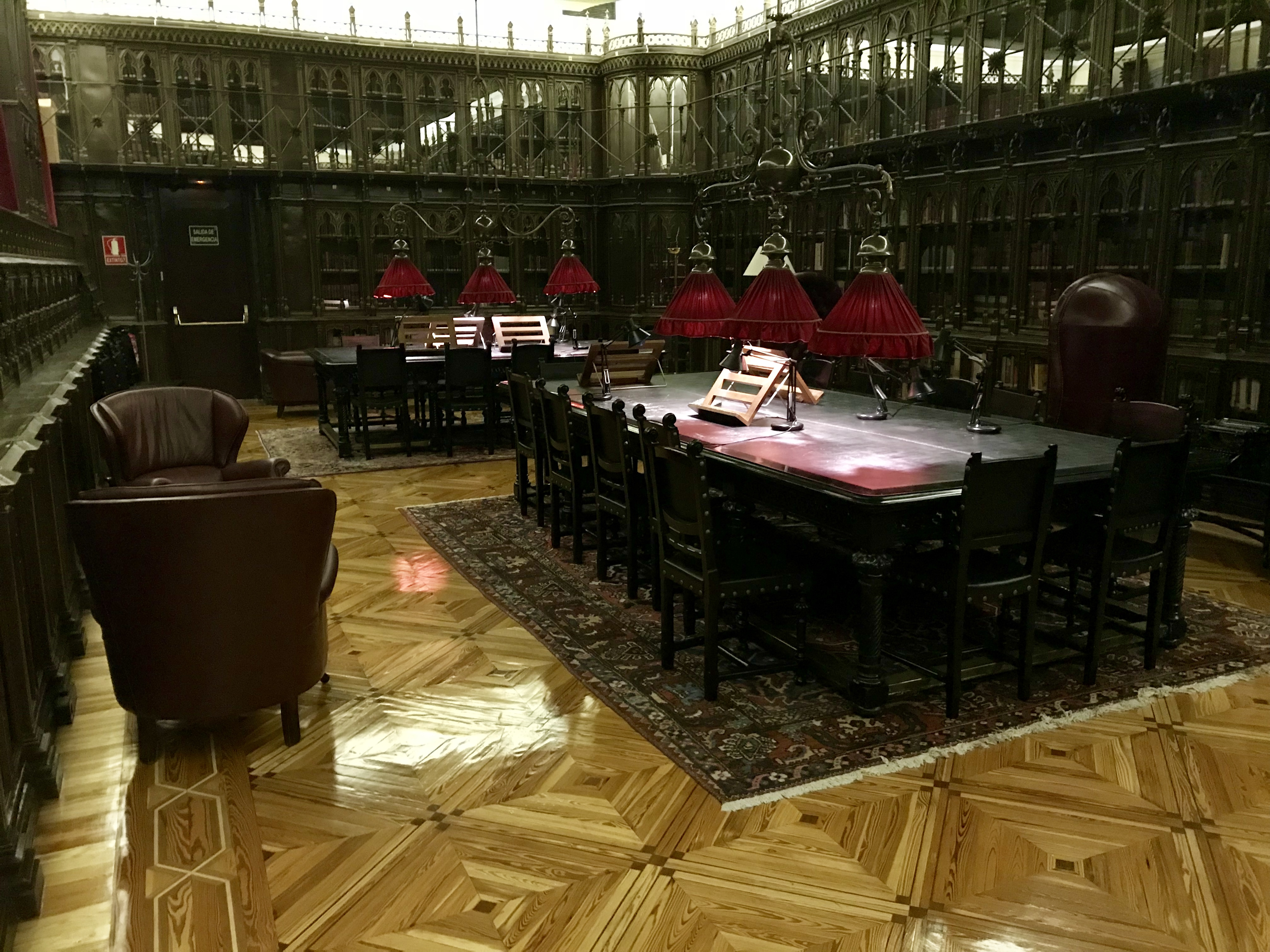
Biblioteca neogótica, realizada en hierro por la cerrajería Asins, al igual que la del Senado. Fue realizada para el anterior emplazamiento del casino, situado en el cercano edificio de La Equitativa

El edificio del Casino de Madrid, que posee su entrada principal a la calle Alcalá, posee un claro estilo castizo de principios del siglo XX, tal como el edificio Metrópolis. Su estilo arquitectónico pertenece a una época en la que el modernismo comenzaba a estar en boga en las capitales europeas. Desde su diseño en 1903, se pretendió que el edificio del Casino fuese un Belvedere madrileño, ubicado en la calle más ancha y transitada de la época. El edificio fue declarado Monumento de Interés Cultural en el año 1993.
Del exterior se destaca, a pie de calle, la entrada de carruajes cerrada con una puerta de rejería. De las dependencias del interior es importante mencionar la escalera de acceso (Escalera de Honor) ubicada en el Patio de Honor, que posee un destacado protagonismo. La escalera es diseño de José López Sallaberry y obra del escultor romántico Ángel García Díaz. De los nueve salones (que permite alojar un aforo de mil doscientas personas en su interior) que posee el edificio cabe destacar el denominado «Salón Real» (así como el denominado "Puerta del Sol" que posee decoraciones del pintor Antonio Gomar) que posee diversas obras de afamados pintores españoles, el comedor, las salas de billar, las salas dedicadas al juego de cartas, biblioteca, los despachos del Presidente y Secretario, las instalaciones de un gimnasio con su sauna o incluso salones de peluquería. La decoración interior posee numerosas contribuiones de artistas importantes del siglo XIX, de esta forma repartidas por sus estancias se encuentra decorado con pinturas de Emilio Sala, Cecilio Plá, Álvarez de Sotomayor y Romero de Torres, las esculturas de Mateo Inurria (Las tres edades de la mujer) y Mariano Benlliure (Las cuatro estaciones, Cleo de Merode), la decoración de las vidrieras perteneciente a Maumejean, lámparas de La Granja. Vistiendo el suelo de los salones y pasillo con alfombras de la Real Fábrica de Tapices, los relojes de la Sociedad Española de Relojería, se encargó de la decoración y el mobiliario a Víctor Laborde, Milliac, el ebanista inglés Robert Gillow, los servicios de vajilla perteneciente a la casa de los Hermanos Mellerio, la mantelería de Adolfo Mosés.

## Socios
El Casino nace como un espacio reservado al esparcimiento de las clases altas de finales del siglo XIX, comienzos del XX. Surge como una sociedad masculina, que ofrece veto de entrada a las mujeres. El acceso a la calificación de socio necesitaba de unos pasos estrictos que cumplían sólo aquellos que pertenecían a la nobleza o alta burguesía. De una forma u otra se empleaba el sistema de padrinazgo, donde primaba siempre a la hora de elegir un nuevo miembro, un grado de parentesco existente con un socio. Los miembros pertenecientes a la sociedad se han denominado siempre «casinistas». Existían los denominados «socios de número» que tenían obligado cumplimento de pago de cuotas, y que poseían la capacidad de tomar decisiones en la Junta Directiva de la Sociedad. Existían también socios temporales, o también denominados transeúntes, que se nutrían del cuerpo diplomático extranjero. En época de Sesiones de Cortes los senadores y diputados que no residiesen en Madrid tenían acceso libre a la entidad. Junto con la figura de socio existía también la de «sirvientes» que se mantenía en un ratio aproximado de uno por cada treinta socios en el año 1837, y con un incremento de uno por cada trece en 1860. Los estatutos exigían que los sirvientes tuvieran obediencia y disciplina hacia los socios. Los sirvientes en las épocas iniciales tenían vestidos lujosos y se organizaban en una jerarquía de servicio. En la actualidad el sistema de padrinazgo se mantiene y se amplia la tipología a «socios empresas» (que corresponden a cuatro socios propietarios de una entidad jurídica). Ya en 1987 se admitió por primera vez en la historia del casino la incorporación de mujeres como socias casinistas. Anteriormente su acceso estaba limitado, como acompañantes, sólo al comedor o al reservado. Desde esta época el ingreso de socias va creciendo de tal forma que a comienzos del siglo XXI existían ya un poco más de un centenar de socias.
La formación del Casino se inspira desde sus comienzos en los Clubs ingleses del siglo XVIII (el Boodle's Club de 1780 y el Brooks's Club de 1776). La interrelación entre los socios casinistas formaba una red social que favorecía los foros de debate políticos, la introducción de los socios en la vida pública así como una notable mejora de las relaciones personales en el Madrid de la época. Esta operación generaba pequeños mundos sectorizados en elites sociales, económicas y políticas. Los casinistas tenían diversas actividades que iban desde las finanzas, la política, militares de alto rango, literatos o el ejercicio de profesiones liberales, por regla general relacionadas con el periodismo y el derecho. En la actualidad, la asociación del Casino de Madrid con otros clubs del mundo, permite a sus socios su libre acceso en caso de encontrarse de viaje.